# Anna Åström
Niss Anna Sofia Elina Söderhjelm, född Åström 5 november 1990 i Gråbo, är en svensk skådespelare och sångare.
Hon spelade huvudrollen som "Ofelia" i SVT:s julkalender Dieselråttor & sjömansmöss, och våren 2011 sjöng hon i musikalen Leva livet regisserad av Philip Zandén. Hon hade även rollen som "Cicci" i Lisa Langseths dramafilm Till det som är vackert.
Hon spelade mot bland andra Gustaf Skarsgård och Kevin Vaz i Mani Maserrats film Vi, som hade premiär 10 maj 2013.
Hösten 2024 spelade Anna Söderhjelm på Göteborgs stadsteater i den första svenska uppsättningen av Gatsby, där hon tolkade Daisy Buchanan.
Söderhjelm är dotter till kapellmästaren Rickard Åström. Hon födde dottern Sigrid i början av 2024.

## Filmografi
- 2002 – Dieselråttor och sjömansmöss (TV-serie) – "Ofelia"[1][2]
- 2008 – Döttrar[1]
- 2010 – Kommissarie Winter (TV-serie) – Nästan död man – Del 1 & 2 – "Beatrice"[2]
- 2010 – Till det som är vackert (film) – "Cicci"[2]
- 2011 – Arne Dahl: Ont Blod (TV-film) – "Tanja Nyberg"[2]
- 2011 – Drottningoffret (TV-serie) - Avsnitt 1 säsong 1 [1] "ung tjej"[1][2]
- 2011 – Irene Huss - Tystnadens cirkel (TV-film) – "Mercedes"[2]
- 2011 – Prime Time (TV-film)[1]
- 2012 – Shoo bre[1]
- 2012 – Kontoret (TV-serie) [1] "Anna"
- 2012 – Ego[1]
- 2012 – Äkta Människor (TV-serie) – "Kyra"
- 2013 – Studentfesten
- 2013 – Vi (film)[3][4][5]
- 2014 – Viva Hate (TV-serie)
- 2015 – Kerstin Ström (kortfilm)
- 2016 – Svartsjön (TV-serie)
- 2018 – Gråzon (TV-serie)
- 2019 – Midsommar

## Teater

### Roller (ej komplett)
| År   | Roll             | Produktion                                                                                     | Regi              | Teater                 |
| ---- | ---------------- | ---------------------------------------------------------------------------------------------- | ----------------- | ---------------------- |
| 2010 | Sandra           | Kontrakt med Gud Mattias Andersson                                                             | Mattias Andersson | Stockholms Stadsteater |
| 2010 | Nelly Bergman    | Kvinna klädd i solen Louise Boije af Gennäs                                                    | Susan Taslimi     | Stockholms stadsteater |
| 2010 | Valerie von Kant | Petra von Kants bittra tårar (Die bitteren Tränen der Petra von Kant) Rainer Werner Fassbinder | Hugo Hansén       | Stockholms stadsteater |
| 2011 | Mimmi            | Leva livet (Elsk mig i nat) Ida Maria Rydén och Ina Bruhn                                      | Philip Zandén     | Chinateatern           |
| 2011 | Suzannah         | Hair Gerome Ragni, James Rado och Galt MacDermot                                               | Ronny Danielsson  | Stockholms stadsteater |
| 2012 | Anitra m.fl.     | Peer Gynt Henrik Ibsen                                                                         | Katrine Wiedemann | Stockholms stadsteater |
| 2013 | Anja             | Körsbärsträdgården (Вишнёвый сад, Visjnjovyj sad) Anton Tjechov                                | Eirik Stubø       | Stockholms stadsteater |
| 2016 | Dunjasja         | Fäder och söner (Fathers and Sons) Brian Friel                                                 | Runar Hodne       | Dramaten               |
| 2024 | Daisy Buchanan   | Gatsby (The Great Gatsby) F. Scott Fitzgerald                                                  | Janos Szasz       | Göteborgs stadsteater  |